# 681 v. Chr.
Portal Geschichte | Portal Biografien | Aktuelle Ereignisse | Jahreskalender | Tagesartikel

◄ |
8. Jahrhundert v. Chr. |
7. Jahrhundert v. Chr. |
6. Jahrhundert v. Chr. |
►

◄ | 700er v. Chr. | 690er v. Chr. | 680er v. Chr. | 670er v. Chr. |
660er v. Chr. |
►

◄◄ | ◄ | 684 v. Chr. | 683 v. Chr. | 682 v. Chr. | 681 v. Chr. |
680 v. Chr. |
679 v. Chr. |
678 v. Chr. |
► |
►►

## Ereignisse

### Wissenschaft und Technik
- 23. Regierungsjahr des assyrischen Königs Sîn-aḫḫe-eriba (682–681 v. Chr.):
  - Assyrische Schreiber protokollieren die totale Mondfinsternis vom 20./21. Januar[1] (15. Šabatu; der 1. Šabatu fällt auf den 6.–7. Januar[1]). Die partielle Phase beginnt gegen 23:00 Uhr Ortszeit und endet gegen 3:00 Uhr Ortszeit.[2]
  - Ausrufung des Schaltmonats Addaru II, der am 6. März[1] beginnt.[2]
- 24. Regierungsjahr des assyrischen Königs Sanherib (681–680 v. Chr.):
  - Im babylonischen Kalender fiel das babylonische Neujahr des 1. Nisannu auf den 5.–6. April[1], der Vollmond im Nisannu auf den 17.–18. April[1], der 1. Du'uzu auf den 2.–3. Juli[1], der Vollmond im Du'uzu auf den 15.–16. Juli[1] und der 1. Tašritu auf den 29.–30. September[1].
  - Assyrische Schreiber protokollieren die totale Mondfinsternis vom 15. Juli (14. Du'uzu), deren partielle Phase gegen 18:00 Uhr Ortszeit eine Stunde vor Sonnenuntergang beginnt und gegen 22:00 Uhr Ortszeit endet.[2]